# Stipa juergensii
Stipa juergensii är en gräsart som beskrevs av Eduard Hackel. Stipa juergensii ingår i släktet fjädergrässläktet, och familjen gräs. Inga underarter finns listade i Catalogue of Life.